# Federazione pallavolistica di Haiti
La Federazione haitiana di pallavolo (fra. Fédération Haïtienne de Volley-Ball, FHVB) è un'organizzazione fondata per governare la pratica della pallavolo ad Haiti.
Organizza il campionato maschile e femminile, e pone sotto la propria egida la nazionale maschile e femminile.
Ha aderito alla FIVB nel 1959.